# Pascal De Wilde
Pascal de Wilde (Brugge, 1 mei 1965) is een gewezen Belgische voetballer van Congolese origine. In de jaren tachtig en negentig kwam hij uit voor onder meer KV Mechelen en KRC Harelbeke. Met Mechelen veroverde hij in 1988 zowel de Europacup II als Europese Supercup.

## Carrière

### Jeugd
Pascal De Wilde is de zoon van een Belgische moeder en een Congolese vader. Hij werd opgevoed door zijn tante (van zijn moeders kant). Zijn vader, Albert Mayama, voetbalde in de jaren zestig voor ARA La Gantoise en leerde hij pas op 23-jarige leeftijd kennen.
De Wilde zelf sloot zich op jonge leeftijd aan bij Club Brugge. Hij doorliep er alle jeugdreeksen en stond bekend als een talentvolle, maar wispelturige speler die naast het voetbal regelmatig uitging. Terwijl generatiegenoot Marc Degryse vlot de overstap naar het eerste elftal maakte, bleef De Wilde bij de beloften.

### Beginjaren
Toen Henk Houwaart in 1984 als nieuwe trainer werd aangesteld, werd De Wilde toch in de A-kern opgenomen. De toen 19-jarige middenvelder mocht tijdens zijn eerste seizoen op het hoogste niveau twee keer invallen. Een jaar later besloot het bestuur hem uit te lenen aan derdeklasser KRC Harelbeke. De Wilde scoorde veertien keer in zijn eerste seizoen voor de West-Vlaamse club. In 1986 liet blauw-zwart hem voor 1,5 miljoen BEF (zo'n € 37.500,-) definitief vertrekken naar Harelbeke, dat ondertussen naar de tweede klasse was gepromoveerd. De Wilde ontbolsterde onder trainer André Van Maldeghem en werd een van de uitblinkers van de Ratten.

### KV Mechelen
In 1987 volgde een transfer naar KV Mechelen. De Maneblussers legden 12 miljoen BEF (zo'n €300.000,-) op tafel voor de spelmaker van Harelbeke. De Wilde kwam bij Malinwa terecht in het team van trainer Aad de Mos. Hij was er in die dagen een ploegmaat van onder meer Marc Emmers, Lei Clijsters, Piet den Boer en Marc Wilmots. De Congolese Belg beschikte over een uitstekende techniek en kreeg regelmatig speelkansen van De Mos. In 1988 veroverde hij de Europacup II. Mechelen versloeg in de finale Ajax met 1–0. Passie, zoals hij door De Mos genoemd werd, startte in de basis en werd na een uur vervangen door Paul De Mesmaeker.
Een jaar later werd Mechelen voor het eerst sinds 1948 nog eens landskampioen. De club uit Mechelen behoorde tot de absolute top van België én Europa. In februari 1989 trok Mechelen ook de Europese Supercup naar zich toe. Mechelen bleek toen over twee wedstrijden beter dan PSV. De Wilde speelde zowel in de heen- als terugwedstrijd de volle negentig minuten.

#### Auto-ongeval
Tijdens het seizoen 1990/91 kwam er een einde aan het sprookje. De Wilde veroorzaakte op 21 oktober 1990 een zwaar verkeersongeval in Torhout. Er vielen twee dodelijke slachtoffers en een zwaargewonde. De Wilde reed onder invloed en belandde dertien dagen in een coma. Het auto-ongeval verscheen nadien voor de rechter. De Wilde kreeg een effectieve celstraf van twee jaar. Hij tekende beroep aan en werd uiteindelijk na acht maanden vrijgelaten.

### Einde carrière
De professionele voetbalcarrière van De Wilde leek plots over. Maar na het uitzitten van zijn celstraf keerde hij terug naar het voetbal. De Wilde verhuisde in 1993 naar het Franse Valenciennes. Sportief beleefde hij er geen hoogdagen: hij scheurde zijn gewrichtsbanden en zag hoe Valenciennes naar de derde klasse degradeerde.
Vervolgens keerde De Wilde terug naar België. De toen 29-jarige middenvelder sloot zich opnieuw aan bij KRC Harelbeke, waar hij Henk Houwaart terugvond. Via de eindronde dwong de West-Vlaamse club de promotie naar de eerste klasse af. Later speelde hij nog even voor derdeklasser Hoogstraten.
Vanaf 2003 was De Wilde enkele seizoenen trainer van het bescheiden KV Bonheiden.

## Erelijst
KV Mechelen
- Europacup II: 1987/88
- Europese Supercup: 1988
- Eerste klasse: 1988/89